# 마누엘 메리노

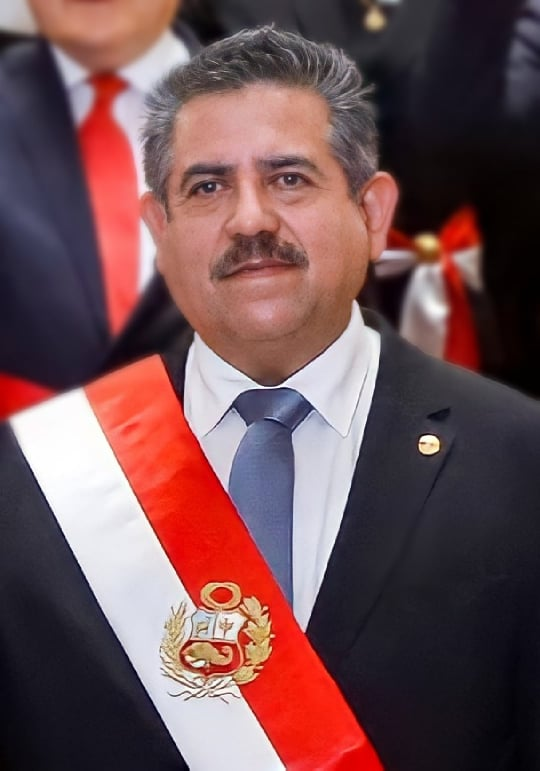

마누엘 아르투로 메리노 데 라마(스페인어: Manuel Arturo Merino de Lama, 1961년 8월 20일 ~ )는 페루의 정치인으로 2020년 11월 10일 이래 11월 15일까지 단 5일간 대통령직을 역임했다. 이전까지 그는 툼베스주의 국회의원(2020-2021)이었으며, 2001년부터 2006년까지, 2011년부터 2016년까지 해당 직책을 수행한 바 있다. 2020년 3월 16일부터 11월 10일까지 국회의장직을 맡기도 했다.
2020년 11월 9일 국회는 마르틴 비스카라 대통령을 소위 "도덕적 무능"을 이유로 탄핵했으나, 이 용어가 19세기에 사용되던 모호한 용어라 논란이 되었다. 상당수의 국민들과 전문가들, 언론들은 이를 쿠데타로 여겼으며, 비스카라의 축출은 2020년 시위의 여파로 간주하고 있다. 바로 다음 날, 메리노는 국회의장으로서 헌법 상 대통령직 승계 순위에 따라 대통령직을 승계했으며, 취임 후 해군의 지지를 받은 후지모리주의계열 극우 정권을 구성한 것으로 알려졌다. 차기 대통령은 2021년 대선 결과에 따라 결정되며, 메리노는 2021년 7월 28일까지 업무를 수행하게 된다. 그러나 메리노는 취임한지 5일만에 11월 15일 대통령직에서 물러났다.